# Schaffer (Familienname)
Schaffer ist ein deutscher Familienname.

## Namensträger
- Adolf Schaffer (1840–1905), österreichischer Politiker
- Akiva Schaffer (* 1977), US-amerikanischer Drehbuchautor, Regisseur, Produzent, Filmeditor, Schauspieler und Songwriter
- Alexander Schaffer (1846–1908), österreichischer Ornithologe und Seelsorger
- Alfréd Schaffer (1893–1945), ungarischer Fußballspieler und -trainer
- Alfred Schaffer (* 1973), niederländischer Dichter
- Anette Schaffer (* 1979), Schweizer Kunsthistorikerin
- Anton Schaffer von Schäffersfeld (1835–1910), österreichischer General
- August Schaffer (1905–1986), österreichischer Radrennfahrer
- Bernhard Schaffer (1949–2017), österreichischer Autor
- Bob Schaffer (Robert Warren Schaffer; * 1962), US-amerikanischer Politiker
- Claus Schaffer (* 1969), deutscher Politiker, (AfD)
- Eduard Schaffer (1921–2017), deutscher Fußballspieler
- Emanuel Schaffer (1923–2012), israelischer Fußballtrainer
- Emil Schaffer (1924–2010), Schweizer Politiker
- Frank Schaffer (* 1958), deutscher Leichtathlet
- Franz Schaffer (Bergsteiger) (1883–1961), österreichischer Bergsteiger
- Franz Schaffer (Geograph) (1937–2020), deutscher Sozial- und Wirtschaftsgeograph
- Franz Albert Schaffer (1895–1969), österreichischer Politiker (ÖVP)
- Franz Xaver Schaffer (1876–1953), österreichischer Geologe und Paläontologe
- Gerhard Schaffer (1922–2007), deutscher Agrarwissenschaftler
- Gustav Schaffer (1881–1937), deutscher Maler und Grafiker
- Hanne Schaffer (* 1959), deutsche Soziologin
- Harry Schaffer (* 1963), Schweizer Künstler und Innenarchitekt
- Heinrich Schaffer (1895–1962),  österreichisch-französischer Rechtsanwalt, Erzähler und Lyriker
- Heinrich Schaffer (* 1917), deutscher Fußballspieler
- Hermann Schaffer (1831–1914), deutscher Theologe
- Horst-Michael Schaffer (* 1971), österreichischer Jazzmusiker
- Janne Schaffer (* 1945), schwedischer Komponist und Gitarrist
- Jenny Schaffer-Bernstein (Eugenie Schaffer; 1888–1943), österreichische Schauspielerin
- Joachim Schaffer-Suchomel (* 1951), deutscher Pädagoge, Coach und Autor
- Jon Schaffer (* 1968), US-amerikanischer Rockmusiker
- Jonathan Schaffer (* vor 1999), US-amerikanischer Philosoph und Hochschullehrer
- Josef Schaffer (Mediziner) (1861–1939), österreichischer Histologe
- Josef Schaffer (Architekt) (1862–1938), österreichisch-tschechoslowakischer Architekt
- Károly Schaffer (1864–1939), österreichischer Neurologe und Psychiater
- Kurt Schaffer (1928–2013), österreichischer Volksmusiker
- Nikolaus Schaffer (* 1951), österreichischer Kunsthistoriker und Kunstsammler
- Paul Schaffer (1875–1946), deutscher Politiker (SPD)
- Philipp Schaffer († 1828?), deutscher Winzer
- Rosa Schaffer (um 1848–1931), österreichische Kosmetikunternehmerin
- Simon Schaffer (* 1955), britischer Wissenschaftshistoriker
- Ulrich Schaffer (* 1942), kanadischer Schriftsteller und Fotograf
- Wolfgang Schaffer (1933–2012), deutscher Jurist